# Blue Car
Blue Car è un film statunitense del 2002 diretto e scritto da Karen Moncrieff.